# Peer
Peer é uma cidade e um município da Bélgica localizado no distrito de Maaseik, província de Limburgo, região da Flandres.